# Čítanie o SSSR
A Čítanie o SSSR (magyarul Olvasnivaló a Szovjetunióról) egy képes havilap volt az egykori Csehszlovákiában, a Csehszlovák-Szovjet Baráti Szövetség sajtóterméke. 
A lap elsődleges célja a Szovjetunió és a szocializmus népszerűsítése volt. Első lapszáma 1952-ben jelent meg. Példányszáma 15 000 volt. A 68 oldalnyi terjedelmű lapot 1965-től Horizont címmel adták ki.